# Hypidalia rubrivena
Hypidalia rubrivena är en fjärilsart som beskrevs av Rothschild 1935. Hypidalia rubrivena ingår i släktet Hypidalia och familjen björnspinnare. Inga underarter finns listade i Catalogue of Life.